# Maher Shalal Hash Baz
Maher Shalal Hash Baz (マヘル・シャラル・ハシュ・バズ) は、インディーズで活動する日本の実験音楽バンドで、工藤冬里を中心とした不定形ユニットである。
その名前は『イザヤ書』8章1節および8章3節に登場する「マヘル・シャラル・ハシュ・バズ（Maher-shalal-hash-baz）」に由来しており、大まかに訳すと「戦利品に急ぎ、略奪に迅速に向かう」といった意味になります。また、『モルモン書』の2ニーファイ18章1節および18章3節にもこの名前は登場します。
東京に移住した際、妻の工藤礼子とともに「Worst Noise（最悪のノイズ）」というバンドに参加しましたが、他のメンバーが脱退したため、冬里と礼子のデュオとして「Noise（ノイズ）」という名前で活動することになります。この名前で『天皇』(1980)というアルバムをリリースしました。
Maher Shalal Hash Baz の発端は、冬里が建設現場でユーフォニアム奏者の中崎博生と出会い、共にメイヨ・トンプソンやシド・バレットの音楽に興味を持っていたことがきっかけでした。中心メンバーである冬里（ギターとボーカル）、礼子（ボーカル）、博生（ユーフォニアム）を除き、メンバー編成は常に流動的でした。

## リリース
ふたつの自主制作カセットをリリースしたのち、柴山伸二（渚にて）が主宰するオルグレコードより『Maher Goes To Gothic Country（マヘル・ゴーズ・トゥ・ゴシック・カントリー）』(1991) 、83トラックに及ぶボックスセット『Return Visit To Rock Mass（ロック・ミサへの再訪）』(1996)を発表。その後ドミノ・レコーズ傘下でスティーヴン・パステル（ザ・パステルズ）の運営するジオグラフィックと契約。同レーベルから発売した2枚のアルバム、『From A Summer To Another Summer (An Egypt To Another Egypt)』(2000) 、『Blues Du Jour』(2003)により、海外でも知られることになる。2007年にはキャルヴィン・ジョンソン（ビート・ハプニング他）が主宰するアメリカの名門インディーレーベル、Kレコードより『L'Autre Cap（邦題：他の岬）』をリリース。

## ディスコグラフィー

### アルバム
- "Maher Shalal Hash Baz" (d's; 1985; cassette)
- "Pass Over Musings" (d's; 1985; cassette)
- "January 14th 1989 Kyoto　Maher Goes To Gothic Country" (Org; 1991; LP)
- "Return Visit To Rock Mass" (Org; 1996; 3-LP / 3-CD)
- "Souvenir De Mauve" (Majikick; 1999; CD)
- "From A Summer To Another Summer (An Egypt To Another Egypt)" (Geographic; 2000; 2-LP / CD) ※Best-Album
- "Blues Du Jour" (Geographic; 2003; CD / LP)
- "Maher Shalal Hash Baz / The Curtains - "Make Us Two Crayons On The Floor" (Yik Yak; 2003; CD) ※Live-Album
- "Faux Depart" (Yik Yak, 2004; CD)
- "他の岬　L'Autre Cap" (K; 2007; CD)
- "C'est La Derniere Chanson" (K; 2009; 2-CD)
- "マヘル国立気分 Live 1984-85" (PSF; 2006; CD)  ※1984年明大前キッド・アイラックホール（ファースト・ライブ）と1985年WATTSのライブを収録
- "HELLO NEW YORK" (OSR,2016; CD / LP) ※Live-Album
- "Bleus De La Brousse" (Hôtel Rustique,2018; cassette)
- "Je est un autre" (Okraina Records,2019; 10"EP×2)
- "1986.2.23国立公民館B1ホール" (M.S.H.B Direct Trade,2020; CD) ※Live-Album
- "maher goes to the worldly frequency" (M.S.H.B Direct Trade,2022; LP) ※Tori Kudo & Maher Shalal Hash Baz , Live-Album
- "IT'S ALL OVER NOW, BABY BLUE" (Archeion Books,2022; CD) ※Live-Album

### シングル
- "Unknown Happiness" (Geographic; 2000; 7"EP)
- "Maher On Water" (Geographic; 2002; 10"EP / Cd-Single)
- "Open Field" (Geographic; 2003; CD-Single)
- "Live Aoiheya January 2003" (Chapter Music; 2005; Mini-CD)  ※Live-Single

### DVD
- Maher Shalal Hash Baz with 篠田昌已 -  "腰くだけの犬" (PSF; 2008; DVD) ※1987年明大前キッド・アイラックホールでのライブを収録
- "C'est la Derniere Chanson tour" (Youth; 2010; DVD) ※2009年8月の日本ツアーのライブを収録

### Bill Wells & Maher Shalal Hash Baz
- "How's Your Bassoon, Turquirs" (Geographic; 2006; 7"EP)
- "Osaka Bridge" (Karaoke Kalk; 2006; CD / LP)
- "Gok" (Geographic; 2009; CD)

### Little Wings & Maher Shalal Hash Baz
- "Share" (Moone Records; 2018; 12"EP)

### 主な関連作品
NOISE
- "天皇" (Angel; 1980; LP) ※工藤冬里+大村(工藤)礼子によるユニット、CDで再発

工藤冬里 
- "Atlantic City" (繋船ホテル; 1981; cassette / Siwa; 2005; LP)
- "return to a source-源にオカエリ-" (minamoto; 2005; CD) ※工藤冬里＋sayasource
- "ピアノ・ソロ（彼は窓から帰って来る、手に職を持って）" (PSF; 2009; CD)
- "徘徊老人 その他" (7e.p.; 2014; CD)
- "Enka Blues" (OSR Tapes; 2016; cassette)
- "Live At Harness" (Moone Records; 2018; cassette)
- "Gala-Kei (ガラ刑)" (Bruit direct disques; 2018; 2LP+CD)
- "Ein Traum Für Dich" (Black Truffle; 2019; LP) ※Kayo Makino, Tori Kudo
- "The Last Song Of My Life" (An'archives; 2020; LP)
- "Kudos On Soundcloud" (windpark; 2020; 5-cassette)
- "Tori Kudo & 3C123" (Uramado Records; 2020; cassette) ※Tori Kudo & 3C123
- "Tori Kudo at Goodman 1984-1986" (FUJI; 2021; 9-CD+DVD)
- "Piano Solo B.B" (cukoo; 2021; CD)
- "Sweet Inspirations At Muon" (An'archives; 2021; LP＋CD) ※Sweet Inspirations
- "TORI KUDO NY TAPES" (Archeion Books; 2023; cassette) ※「Atlantic City」のOKテイクを含む、アウトテイク集
- "studio village hototoguis 2007-2022" (Archeion/buirt-direct-dirques; 2025; 2LP)

工藤礼子
- "Fire Inside My Hat" (Org; 1997; CD)
- "夜の稲　Rice Field Silentlyriping In The Night" (Majikick; 2001; CD)
- "人" (HYOTAN; 2006; CD)
- "草" (HYOTAN; 2006; CD)
- "塵をなめる" (HYOTAN; 2008; CD)

工藤礼子/工藤冬里	
- "Light" (siwa; 2008; CD)
- "これから" (PSF; 2009; CD)
- "みかん" (HYOTAN; 2013; CD) ※2020年、「Tangerine」としてLPで再発

くどうなみお
- "はるのあめ" (HYOTAN; 2008; CD)

### 関連書籍
- "open field" (WK&CO 若林商會; 2005) ※工藤冬里の故郷松山での生活を撮影した写真集、写真＝白井綾、テキスト＝工藤冬里
- "工藤冬里 詩集「棺」" (十六夜書房; 2011)
- "工藤冬里 詩集「遠い夜」" (机と枕; 2013) ※CDR付